# Salvatore Quasimodo
Salvatore Quasimodo (20 tháng 8 năm 1901 - 14 tháng 7 năm 1968) là nhà thơ người Ý đoạt giải Nobel Văn học năm 1959.

## Tiểu sử
Salvatore Quasimodo sinh tại Sicilia, học ở các trường kỹ thuật theo ý muốn của cha mẹ nhưng từ năm 1938 dạy văn học ở Nhạc viện Milano. Năm 1916, Quasimodo vào học trường kỹ thuật ở Palermo và sau đó theo học trường bách khoa ở Roma với mong muốn trở thành một kĩ sư. Ngoài ra, ông còn học tiếng Latin và tiếng Hy Lạp tại đó. Tuy nhiên, vì lý do kinh tế, ông không thể hoàn thành việc học tập. Từ khi là học sinh ông đã say mê và đọc nhiều sách văn học, bắt đầu đăng báo những bài thơ đầu tiên, nhưng thời gian đầu do không tự tin lắm với khả năng văn học của mình nên ông đã vào làm việc ở Bộ Xây dựng. Năm 1930 Quasimodo xuất bản tập thơ đầu tiên Acque e terre (Nước và Đất).
Trong giai đoạn từ 1930 tới 1938, ông làm quen với rất nhiều văn nghệ sĩ, trí thức nổi tiếng của Ý, xuất bản hàng loạt tập thơ được chú ý. Năm 1938, ông xin thôi việc ở Bộ Xây dựng và làm biên tập viên cho tạp chí Tempo, 3 năm sau trở thành giáo sư văn học Ý ở Nhạc viện Milano.
Thơ của ông cũng có nhiều sự thay đổi: đầu tiên theo chủ nghĩa hiện thực, thập niên 1930 theo trường phái Hermetic, khi Chiến tranh thế giới thứ hai nổ ra lại hướng về những đề tài xã hội. Năm 1946 Salvatore Quasimodo gia nhập Đảng Cộng sản Ý nhưng sau đó đã ra khỏi đảng vì không muốn làm thơ về chính trị. Đối với Quasimodo, vai trò của nhà thơ phải mang tính tích cực: nhà thơ dùng tài năng của mình để tham gia vào cuộc đấu tranh trong xã hội hiện đại. Các tác phẩm về sau của Quasimodo càng thể hiện sự thay đổi, đi từ phản ánh nội tâm cá nhân sang tính xã hội, và hơn nữa còn khẳng định đặc điểm tích cực của cuộc sống thậm chí trong một thế giới mà cái chết là nỗi ám ảnh thường trực. Trong tập thơ La terra impareggiabile (Đất vô song, 1958) ông đã phát triển một ngôn ngữ mới thể hiện hoạt động mới của con người và các khám phá mới.
Năm 1953 ông được trao giải thưởng Thơ quốc tế Etna Taormina, bằng danh dự Đại học Oxford và nhiều giải văn chương khác. Năm 1959, Quasimodo được trao giải Nobel vì "những tác phẩm thơ trữ tình xuất sắc phản ánh kinh nghiệm bi thảm của thời đại bằng một nghệ thuật trác tuyệt".
Ngoài sáng tác, Quasimodo còn là một dịch giả thơ nổi tiếng. Ông dịch thơ trữ tình Hy Lạp (I lirici greci), thơ của William Shakespeare và của nhiều nhà thơ đương đại của thế giới. Salvatore Quasimodo mất tại Napoli.

## Tác phẩm
- Acque e terre (Nước và đất, 1930), thơ
- Oboe sommerso (Kèn ô boa, 1932), thơ
- Odore di eucalyptus e altri versi (Hương khuynh diệp và các bài thơ khác, 1933), tập thơ
- I lirici greci (Thơ trữ tình Hy Lạp, 1940), thơ dịch
- Nuove poesie (Các bài thơ mới, 1942), thơ
- Con il piede straniero sopra il coure (Bàn chân kẻ xa lạ đặt trên trái tim tôi, 1945), tập thơ
- Giorno dopo giorno (Ngày lại ngày, 1946), thơ
- La vita non è sogno (Cuộc đời không phải là giấc mộng, 1949), thơ
- Il fallo e vero verde (Màu xanh giả và màu xanh thật, 1956), tập thơ
- Discorso sulla poesia (Bàn về thơ, 1956), tiểu luận
- La terra impareggiabile (Đất vô song, 1958), thơ
- Il poeta, e il politico e altrri saggi (Nhà thơ, nhà chính trị và các tiểu luận khác, 1960), tiểu luận
- Dare e avere (Cho và có, 1966), tập thơ